# Mödlinger Feder-Nelke

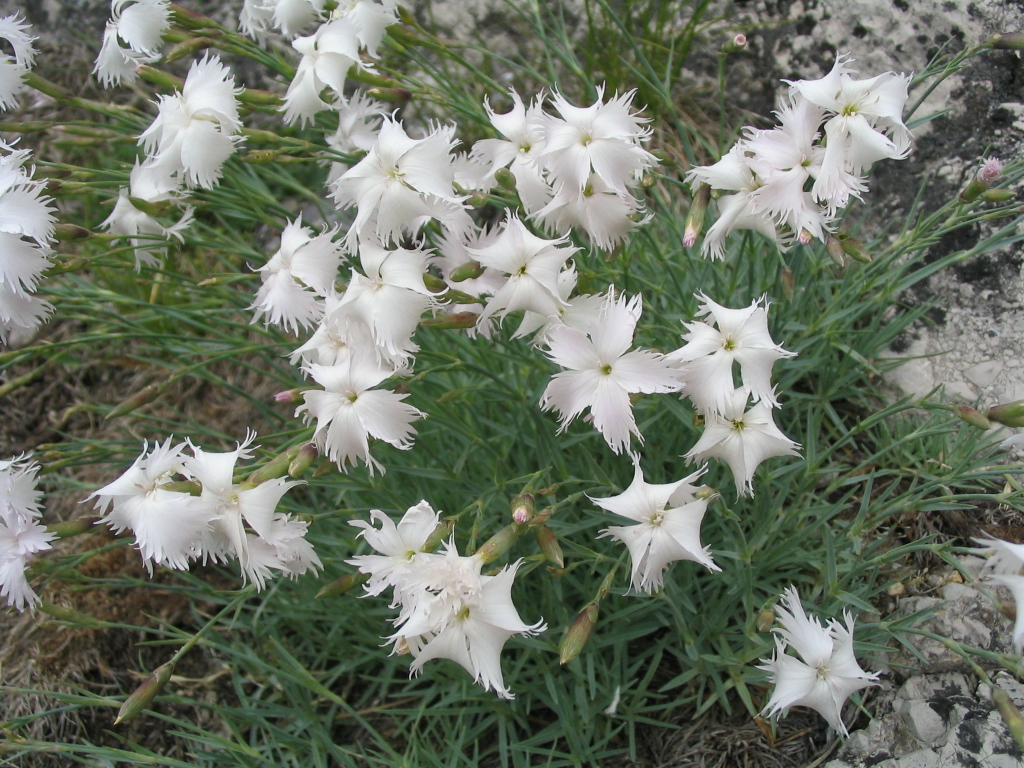
Mödlinger Federnelke

Die Mödlinger Feder-Nelke (Dianthus plumarius subsp. neilreichii) ist eine sehr seltene, stark gefährdete Pflanzenunterart, die bisher nur im Raum Mödling nachgewiesen wurde. Sie blüht im Mai auf den Felsen oberhalb der Mödlinger Klausen und am Anninger. Der Bestand ist als Naturdenkmal ausgewiesen und steht unter strengem Schutz.

## Merkmale
Gegenüber den Art-Merkmalen der Feder-Nelke bzw. den anderen Unterarten zeichnet sich die Dianthus plumarius subsp. neilreichii durch folgende Merkmale aus: 
Sie bildet meist kompakte Polster und erreicht Wuchshöhen von 15 bis 25, selten bis 30 Zentimeter. Die Laubblätter sind deutlich bereift. Die Stängelblätter sind 0,9- bis 1,1-mal (selten 0,6- bis 1,3-mal) so lang wie das auf sie folgende Internodium. 
Die Blütenstände tragen meist ein bis drei, selten sechs Blüten. Die radiärsymmetrischen Blüten sind fünfzählig. Der äußere Außenkelch besitzt stets stumpf und kurz bespitzte Blattenden. Die Platte der Kronblätter ist nur zu 20 bis 30 Prozent (selten 18 bis 38 Prozent) geteilt. Die Farbe der Kronblätter ist hellrosa bis purpurrosa. Ein Schlundfleck fehlt oder ist, wenn, dann schwach ausgebildet.
Die Chromosomenzahl beträgt 2n = 60 oder 90.

## Verbreitung
Das natürliche Verbreitungsgebiet ist auf die Mödlinger Klausen und den Anninger bei Mödling (Niederösterreich) beschränkt, die Unterart ist also ein extremer Lokalendemit. Hier wächst sie vorwiegend auf nordexponierten Felsrasen und in lichten Schwarz-Föhren-Wäldern der collinen Höhenstufe.

## Geschichte
Entdeckt und erstmals erwähnt wurde sie im Jahr 1846 von August Neilreich, nach dem sie im wissenschaftlichen Namen auch benannt ist. Die erste wissenschaftliche Beschreibung und Benennung (als Dianthus neilreichii) erfolgte im Jahr 1908 durch August von Hayek. Im Jahr 1911 stufte sie Gustav Hegi dann als Unterart ein.

## Schutz
Da die Mödlinger Federnelke am Frauenstein ihren einzigen bekannten Standort hat, sind die dortigen Felsen als Naturdenkmal eingetragen, um die Pflanzen zu schützen.